# Trương Mỹ Lan
Trương Mỹ Lan (13 de octubre de 1956) es una empresaria vietnamita, fundadora de Van Thinh Phat Group, un grupo de desarrollo inmobiliario. En octubre de 2022, fue arrestada por utilizar solicitudes de préstamos falsas para desfalcar más de 12 500 millones de dólares del Sai Gon Joint Stock Commercial Bank (SCB), que controlaba a través de más de dos docenas de intermediarios. Esto provocó un pánico bancario.
En marzo de 2024 se inició el juicio por malversación, cohecho y violación de normas bancarias. Se considera el mayor escándalo de corrupción en la historia del sudeste asiático. El 11 de abril de 2024, Lan fue condenada a muerte.
El juicio fue el episodio más notable hasta el momento de la campaña anticorrupción, llamada «Horno ardiente», que encabezan el secretario general del Partido Comunista Nguyễn Phú Trọng y las demás autoridades vietnamitas.

## Primeros años
Trương Mỹ Lan nació el 13 de octubre de 1956 en Saigón, Vietnam del Sur. Su familia es de ascendencia Teochew, del pueblo de Gezhou (en chino mandarín: 葛洲), en Shantou, Guangdong, estableciéndose posteriormente en «Pequeño Gezhou» (en chino mandarín: 浸石), en Saigón (actual Ciudad Ho Chi Minh). Un tío fundó la empresa marítima Hòa Thuận Phát (en chino mandarín: 和順發), en Chợ Lớn.

## Carrera
Lan originalmente era dueña de un negocio de accesorios para el cabello en Ciudad Ho Chi Minh. El uso de conexiones con el régimen comunista la llevó a ingresar al negocio inmobiliario. En la década de 1990, era propietaria de una gran cartera de hoteles y restaurantes.
En 1992 fundó y presidió la junta directiva de Van Thinh Phat Group, una firma de bienes raíces para edificios residenciales de lujo, oficinas, hoteles y centros comerciales, y que también ofrece servicios financieros.
Desde 2012 hasta 2022, Lan controló Sai Gon Joint Stock Commercial Bank (SCB), el banco más grande de Vietnam por activos en Ciudad Ho Chi Minh. SCB se estableció en 2012 a partir de la fusión de tres bancos que se enfrentaban a la quiebra en 2011; sin embargo, el Banco Estatal de Vietnam permitió la fusión de estos tres bancos, con el control continuo de Trương Mỹ Lan a través de más de dos docenas de intermediarios, y el 93% de los préstamos fueron a su empresa y a empresas fantasma asociadas.

## Arresto
Lan fue arrestada el 6 de octubre de 2022, después de años de investigación. Según el gobierno vietnamita, fue acusada de emitir ilegalmente bonos por valor de decenas de millones de dólares estadounidenses en 2018 y 2019, y de utilizar 916 solicitudes de préstamos falsas para apropiarse de más de 304 billones de đồng (12 500 millones de dólares estadounidenses) del Sai Gon Joint Stock Commercial Bank, del cual poseía más del 90% de las acciones, desde el 9 de febrero de 2018 al 7 de octubre de 2022. Después del suicidio de tres empleados del SCB, los días 6, 9 y 14 de octubre se produjeron pánicos bancarios.
El arresto y el juicio fueron considerados parte de la política anticorrupción de Nguyễn Phú Trọng, quien la describió como un «horno ardiente» (đốt lò).

## Juicio
El 5 de marzo de 2024, el juicio comenzó en el Tribunal Popular de Ciudad Ho Chi Minh. Se considera el mayor escándalo de corrupción en el sudeste asiático; en comparación, el escándalo del 1Malaysia Development Berhad en la década de 2010 involucró solo 4100 millones de euros.
Además de su marido, su sobrina y su nieta, habían 82 acusados más; «45 son ex líderes de la SCB, 15 ex funcionarios del Banco Estatal de Vietnam, tres funcionarios de la Inspección del Gobierno y un ex funcionario de la Oficina de Auditoría del Estado... Cinco de los ex líderes de la SCB están ahora escondidos».
El 11 de abril de 2024, Lan fue condenada a muerte por malversación de fondos. Todos los demás acusados también fueron declarados culpables y condenados a penas de cárcel que van desde tres años de prisión (suspendida) hasta cadena perpetua. Su marido y su sobrina fueron condenados a nueve y diecisiete años respectivamente.

## Vida personal
Lan está casada con Eric Chu Nap Kee, un empresario del sector inmobiliario de Hong Kong. En marzo de 2024, su marido también fue citado a juicio, así como su sobrina Truong Hue Van, de 34 años, directora ejecutiva de una empresa de administración de propiedades.
La familia de Lan es una de las familias más ricas de Vietnam. La malversación de Lan de 12 500 millones de dólares equivale aproximadamente al tres por ciento del PIB total de Vietnam para 2022.
En marzo de 2024, su sobrina, que había vivido con ella desde la infancia, admitió que había creado 52 empresas fantasma y cuatro empresas regulares para obtener 155 préstamos en el SCB.